# Cesaricidio
È detto cesaricidio l'assassinio di Gaio Giulio Cesare, avvenuto il 15 marzo del 44 a.C. (le Idi di marzo, Idus Martiæ), a opera di un gruppo di circa venti senatori che si consideravano custodi della tradizione e dell'ordinamento repubblicano e che, per loro cultura e formazione, erano contrari a ogni forma di potere personale. Temendo che Cesare volesse farsi re di Roma, un numero variabile di circa 60 o 80 senatori, guidati da «Gaio Cassio, Marco e Decimo Bruto», congiurarono per uccidere il dittatore. Tra essi, oltre ai Pompeiani e ai repubblicani, vi erano alcuni sostenitori di Cesare che furono spinti a compiere questo assassinio prevalentemente da motivi personali: per rancore, invidia e delusioni per mancati riconoscimenti e compensi.
Il cesaricidio, inteso nel senso prevalente di eliminazione fisica di chi si ritenga possa pregiudicare la libertà per fini di potere personale, ha assunto nel tempo il significato ideologico di estremo tentativo di difendere i valori delle libertà civili, o al contrario quello di conservare ad ogni costo i valori della tradizione messi in pericolo da un potere giudicato come dispotico.

## Contesto storico

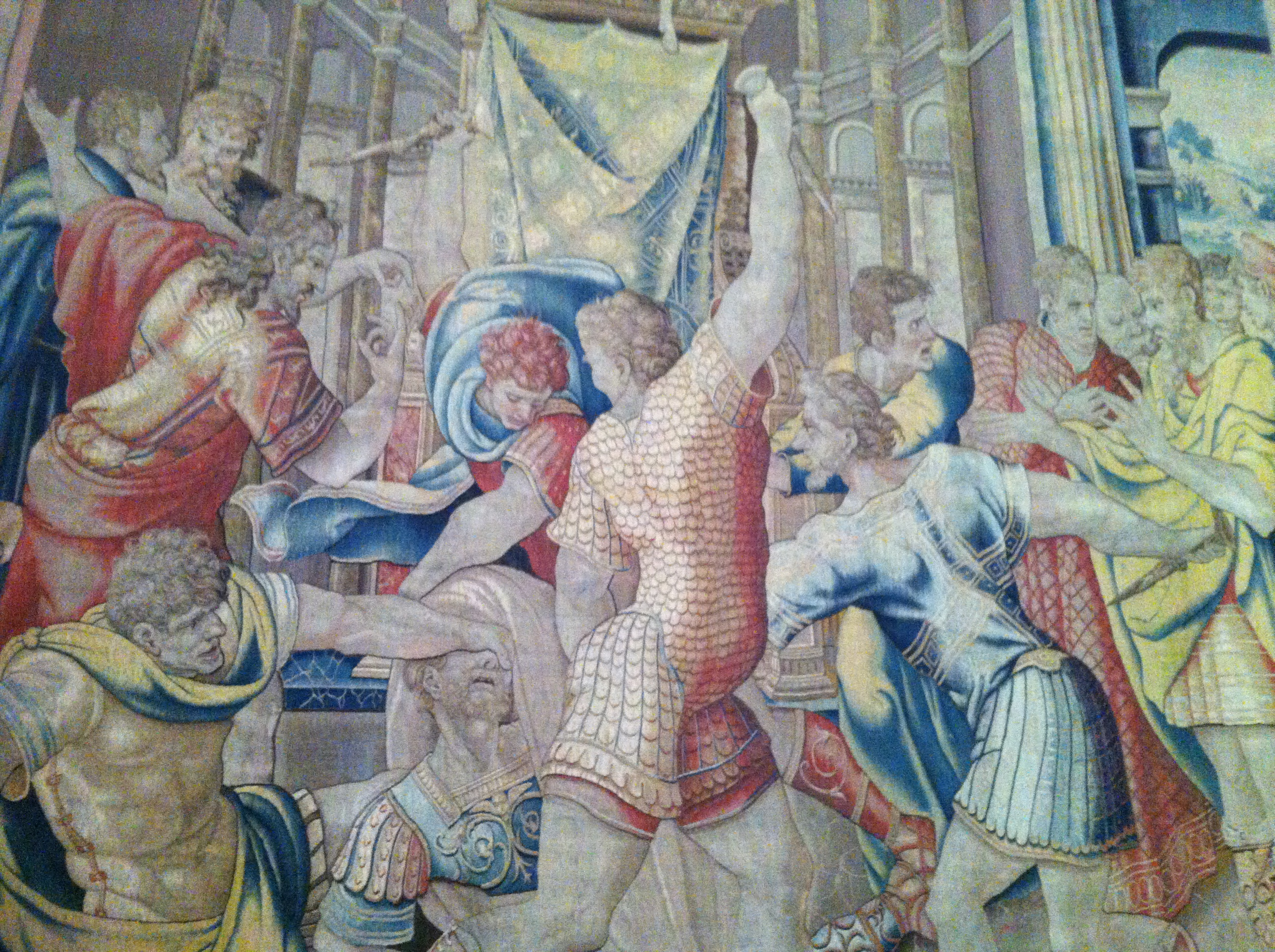
La morte di Cesare, arazzo nella Galleria degli Arazzi, Musei Vaticani.

Console nel 59 a.C., Gaio Giulio Cesare guidò vittoriosamente come proconsole le legioni romane tra il 58 e il 50 a.C., durante le campagne in Gallia. L'alleanza politica con Gneo Pompeo Magno e Marco Licinio Crasso, denominata primo triumvirato, garantiva la situazione dell'Urbe e doveva permettere a Cesare di portare a compimento la sua campagna senza le interferenze degli esponenti della fazione degli ottimati, suoi avversari. Dopo la morte di Crasso nel 53 a.C. a Carre, tuttavia, l'accordo tra Cesare e Pompeo si andò progressivamente incrinando: il secondo si fece interprete delle tendenze conservatrici del senato osteggiando l'operato cesariano nelle Gallie e tentando di sottrarre allo stesso Cesare il comando delle legioni assegnategli in precedenza.
Nonostante i tentativi di mediazione formulati da ambo le parti, risultò impossibile giungere ad una soluzione di compromesso e, il 10 gennaio del 49 a.C., Cesare attraversò in armi il fiume Rubicone, che delimitava il confine all'interno del quale non era consentito che un generale marciasse in armi. L'atto di Cesare ebbe dunque l'effetto di una reale dichiarazione di guerra contro la Repubblica: gli ottimati si strinsero attorno a Pompeo che lasciò l'Italia per trasferire le sue forze nella penisola balcanica. Cesare, assicuratosi il controllo di Roma e sconfitte in seguito le forze pompeiane in Spagna, raggiunse il rivale sulle coste dell'attuale Albania, dove fu sconfitto a Dyrrhachium; i due eserciti si scontrarono poi nuovamente, nell'agosto del 48 a.C., presso Farsalo, in Tessaglia, dove Cesare ottenne la decisiva vittoria sul rivale. Pompeo fuggì allora verso l'Egitto, dove fu ucciso dai sicari del re Tolomeo XIII.
Lanciatosi all'inseguimento del nemico sconfitto, Cesare giunse in Egitto poco dopo l'assassinio di Pompeo; in qualità di rappresentante di Roma, dove era stato nominato nuovamente console, pose sul trono Cleopatra VII, scatenando la guerra alessandrina, che lo tenne occupato per alcuni mesi. Dopo aver posto fine ai disordini in Egitto grazie all'arrivo di un esercito inviato in suo soccorso, Cesare sconfisse a Zela le forze del re del Ponto Farnace II, e intraprese poi una difficile campagna in Africa contro gli ottimati, riorganizzatisi sotto la guida di Marco Porcio Catone. Vinti i nemici nella battaglia di Tapso, poté tornare a Roma dove, celebrati quattro trionfi per le sue campagne vittoriose, diede inizio a una profonda riforma della Repubblica, che riorganizzò sotto il suo sostanziale controllo, pur limitandosi ad esercitare il proprio potere secondo le forme costituzionali del consolato e della dittatura.

## La congiura

### Le avvisaglie
Negli ultimi mesi del 46 a.C. Cesare partì per la Spagna, dove affrontò gli eserciti della fazione pompeiana strettisi attorno ai figli di Pompeo Magno, Gneo e Sesto, e guidati da Tito Labieno, che aveva militato in Gallia sotto lo stesso Cesare come luogotenente; i due schieramenti si affrontarono il 17 marzo del 45 a.C. nella decisiva battaglia di Munda, che sancì la vittoria della fazione cesariana.
La definitiva sconfitta della fazione pompeiana procurò a Cesare le antipatie di buona parte dei sostenitori della Repubblica, che temevano l'instaurazione di un regime a carattere monarchico, che sarebbe risultato inviso a tutti i Romani. Notevoli malcontenti, tuttavia, si generarono anche all'interno dello stesso partito cesariano: alcuni dei più fidati collaboratori di Cesare, tra cui Marco Antonio e Gaio Trebonio, erano stati esclusi dalla campagna spagnola o posti in secondo piano durante le azioni belliche, e covavano dunque un certo risentimento nei confronti del loro stesso comandante, cui erano stati fino ad allora profondamente devoti. Le tendenze al potere autoritario di Cesare, il protrarsi delle guerre civili, le pressioni dei gruppi anticesariani interni al senato e le rivalità esistenti tra gli stessi componenti dell'ambiente cesariano crearono una situazione favorevole allo sviluppo di progetti di congiura che dovevano risolversi con l'uccisione del dittatore; alcune scelte dello stesso Cesare, d'altro canto, quali le aperture verso personaggi che non gli si erano mai mostrati benevoli, apparivano alquanto discutibili agli occhi dei suoi collaboratori, e non facevano che alimentarne il risentimento. Trebonio, ad esempio, convinto repubblicano che si era in passato opposto alla politica popolare del tribuno della plebe Publio Clodio Pulcro per poi passare alla fazione cesariana, era stato messo da parte, dopo aver avuto un importante ruolo nell'assedio di Marsiglia, per aver fallito nel tentativo di sconfiggere Gneo Pompeo il Giovane in Betica prima dell'arrivo di Cesare. Incoraggiato probabilmente dal "sistema di potere che Cesare tentava di costruire fuoriuscendo con molte incertezze e soluzioni dalla vecchia legalità repubblicana", Trebonio aderì, nell'estate del 45 a.C., mentre Cesare era ancora impegnato a completare il processo di pacificazione della Spagna, ad un progetto di congiura che mirava ad eliminare il generale vittorioso, probabilmente nato all'interno dello stesso ambiente cesariano e dunque non direttamente riconducibile alla congiura che sarebbe stata portata a compimento alle Idi di marzo del 44 a.C.

#### Antefatto
Nella metà del gennaio del 44 a.C. le statue di Cesare poste sui Rostri compaiono adornate con un diadema, simbolo della regalità ellenistica. I due tribuni della plebe Caio Epidio Marullo e Lucio Cesezio Flavo non tengono conto della contrarietà di Cesare e li fanno togliere.
Il 26 gennaio dello stesso anno, mentre torna dalle Feriae latinae, Cesare viene salutato da alcuni con l'appellativo di rex: intervengono nuovamente i due tribuni e processano uno dei simpatizzanti di Cesare, il quale, pur mostrando di non gradire di essere chiamato in quel modo, fa destituire i due tribuni.

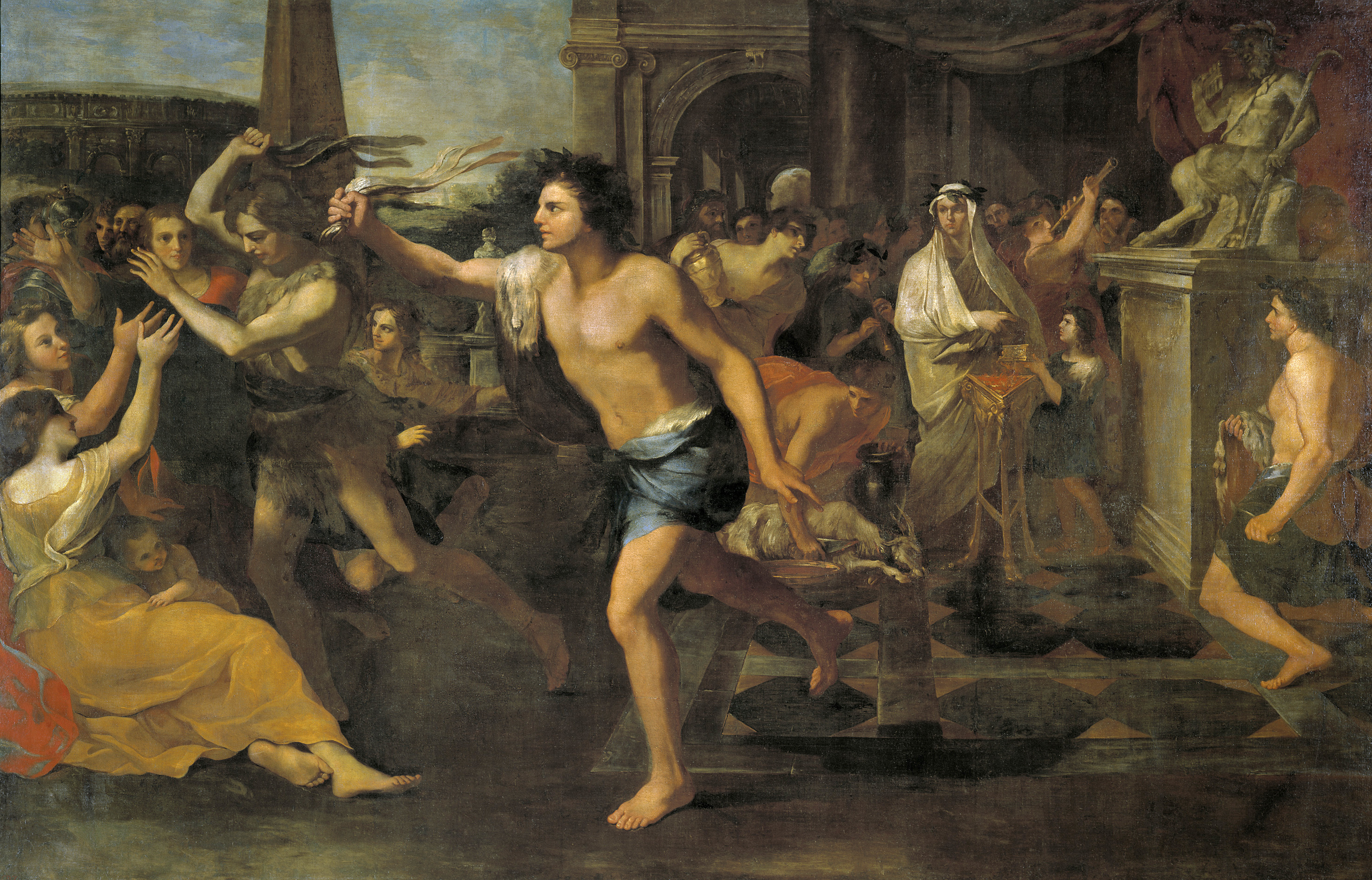
Andrea Camasseiː Festa dei Lupercalia. Olio su tela

Il 15 febbraio del 44 si svolge la festa dei Lupercalia che consisteva nel rito della corsa dei Luperci, abbigliati succintamente in vesti di pelli di capra, che correndo intorno al colle Palatino, uno dei colli su cui era stata fondata Roma, forniti di scudisci colpivano, in segno beneaugurante, tutti quelli che incontravano nel loro percorso: in particolare le donne incinte offrivano il loro ventre alla frusta per propiziare la nascita del figlio.. Alla festa assiste Cesare, vestito di porpora, seduto su un seggio dorato e incoronato d'alloro. Uno dei Luperci è Marco Antonio, che alla fine del rituale inaspettatamente offre a Cesare un diadema. 
Secondo Cicerone, Tito Livio, Velleio Patercolo, Plutarco, Svetonio, Appiano e Cassio Dione l'iniziativa di incoronare Cesare fu presa da Antonio mentre Nicola di Damasco  sostiene che fu un tale Licinio a offrire il diadema a Cesare, poi i futuri cesaricidi Cassio e Casca e, da ultimo, Antonio.
Cicerone, che molto probabilmente fu testimone oculare dei fatti, racconta che Antonio, al termine della corsa, tenne un infervorato discorso e offrì, lasciando costernato il magister equitum Lepido che non approvava ciò che stava accadendo, il diadema a Cesare che, accortosi della disapprovazione del popolo, lo rifiutò; allora Antonio si gettò ai piedi di Cesare supplicandolo di accettare il diadema, ma Cesare rifiutò di nuovo così che Antonio alla fine desistette, ma fece registrare l'avvenimento nei Fasti.
A partire da questo episodio, in cui in una manifestazione pubblica si stabiliva una connessione simbolica tra Romolo, primo re allattato nella grotta Lupercal, e Cesare, si diffuse apertamente contro il dittatore a vita l'accusa di adfectatio regni (aspirazione alla tirannide).

#### Il ruolo di Marco Antonio

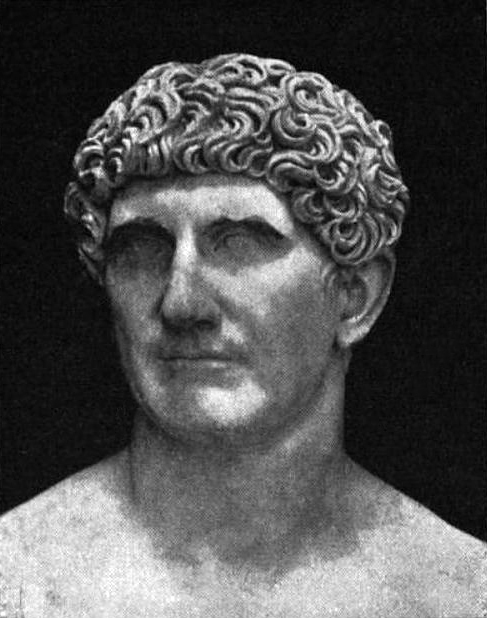
Marco Antonio

Marco Antonio si recò incontro a Cesare nel 45 a Narbona ricevendo da questo la colleganza al consolato e la dilazione dei suoi debiti. In quell'occasione Antonio ebbe degli incontri con Decimo Bruto e Gaio Trebonio venendo probabilmente a conoscenza che si era formato a Roma un partito di opposizione a Cesare.
Cicerone riferisce che a Narbona Gaio Trebonio ricevette pieno accordo da Antonio per una congiura contro Cesare e che addirittura quello fosse un coautore del progetto di uccidere il dittatore.
Questo spiegherebbe, aggiunge Cicerone, come mai, mentre Cesare veniva pugnalato, Antonio si soffermasse fuori della Curia di Pompeo a chiacchierare con Tribonio o più congiurati. Ma aggiunge nello stesso testo:
Qui Cicerone pare riferirsi al fatto che, con la morte di Cesare, Antonio avrebbe avuto la possibilità di non pagare più il debito nei confronti dell'erario ma che non potesse arguire che lo stesso Antonio avesse effettivamente partecipato alla congiura.
Su quest'ultimo determinante argomento le fonti non concordano e cercano di spiegare in vario modo il perché Antonio, amico di Cesare, si fosse salvato dai pugnali dei congiurati:
- Cicerone sembra accusare Trebonio di aver coinvolto implicitamente Antonio nella congiura permettendogli alla fine di salvarsi;[27]
- Nicola di Damasco sostiene che ad aver risparmiata la vita ad Antonio fosse stata la decisione di Marco Bruto che pur avendo combattuto a Farsalo con i pompeiani era stato da quello graziato e aveva potuto rifarsi una vita politica;[28]
- Velleio Patercolo ribadisce che mentre Cassio avrebbe voluto eliminare anche Antonio prevalse la scelta di Bruto di non ucciderlo per non spargere altro sangue;[29]
- Plutarco propende per la tesi che Antonio fosse informato della congiura ma che non fu complice del tirannicidio.[30][31]

Dopo la morte di Cesare, per evitare una nuova guerra civile, Antonio si adoperò affinché i senatori si convincessero a non reprimere i congiurati e che fossero ben disposti a concedere per volontà del popolo ogni postuma onorificenza a Cesare, sempre che non fosse invisa al partito dei conservatori. Per prevedere un'eventuale presa di posizione di Ottaviano e per mostrare la sua non adesione alla congiura, Antonio pronunciò il giorno dopo l'apertura del testamento di Cesare, che risultò in favore del popolo, un discorso funebre dai toni sempre più accesi per conquistarsi l'appoggio popolare e porsi come mediatore tra le opposte fazioni. Un progetto che fallì perché in questo modo, lo accusa Cicerone, accese la scintilla della guerra civile:
Antonio in effetti fu costretto a reprimere una sommossa del popolo che avrebbe voluto traslare il corpo di Cesare nel tempio di Giove Ottimo Massimo sul Campidoglio e che invece fu bruciato nel Foro. Una seconda repressione avvenne quando una manifestazione popolare chiedeva di divinizzare Cesare.
Nel maggio del 44 mentre Ottaviano si sta dirigendo verso Roma, Antonio può constatare sia l'ira del popolo verso i tirannicidi ma anche l'odio popolare nei suoi confronti.

### Le Idi di marzo

#### Il giorno propizio
Le Idi di marzo (latino: Idus Martiae) erano un giorno festivo dedicato al dio della guerra, Marte. Il termine idi si riferiva al 15º giorno dei mesi di marzo, maggio, luglio e ottobre, e al 13º giorno degli altri mesi.
La seduta in Senato del 15 marzo era forse l'ultima occasione propizia per l'eliminazione di Cesare, che tre giorni dopo sarebbe dovuto partire per una campagna contro i Geti e i Parti, e non a caso gli amici di Cesare avevano diffuso una presunta profezia dei Libri sibillini nella quale si affermava che i Parti sarebbero stati sconfitti solo da un re. Il 15 marzo era poi il giorno giusto per l'assassinio di Cesare perché era prevista una festa in onore di Anna Perenna, l'antica dea romana che presiedeva al perpetuo rinnovarsi dell'anno, da svolgere nel Teatro di Pompeo e Decimo Bruto aveva stanziato nella Curia di Pompeo, sede provvisoria dell'assemblea dei senatori, un certo numero di gladiatori con il pretesto dichiarato dell'organizzazione degli spettacoli.

#### I prodigi
Spesso l'espressione idi di marzo viene utilizzata per indicare una data cruciale come quella dell'assassinio di Giulio Cesare, avvenuto il 15 marzo 44 a.C. e, secondo Svetonio, preannunciato da numerosi prodigi:

#### L'assassinio
Così Svetonio descrive l'assassinio di Cesare:

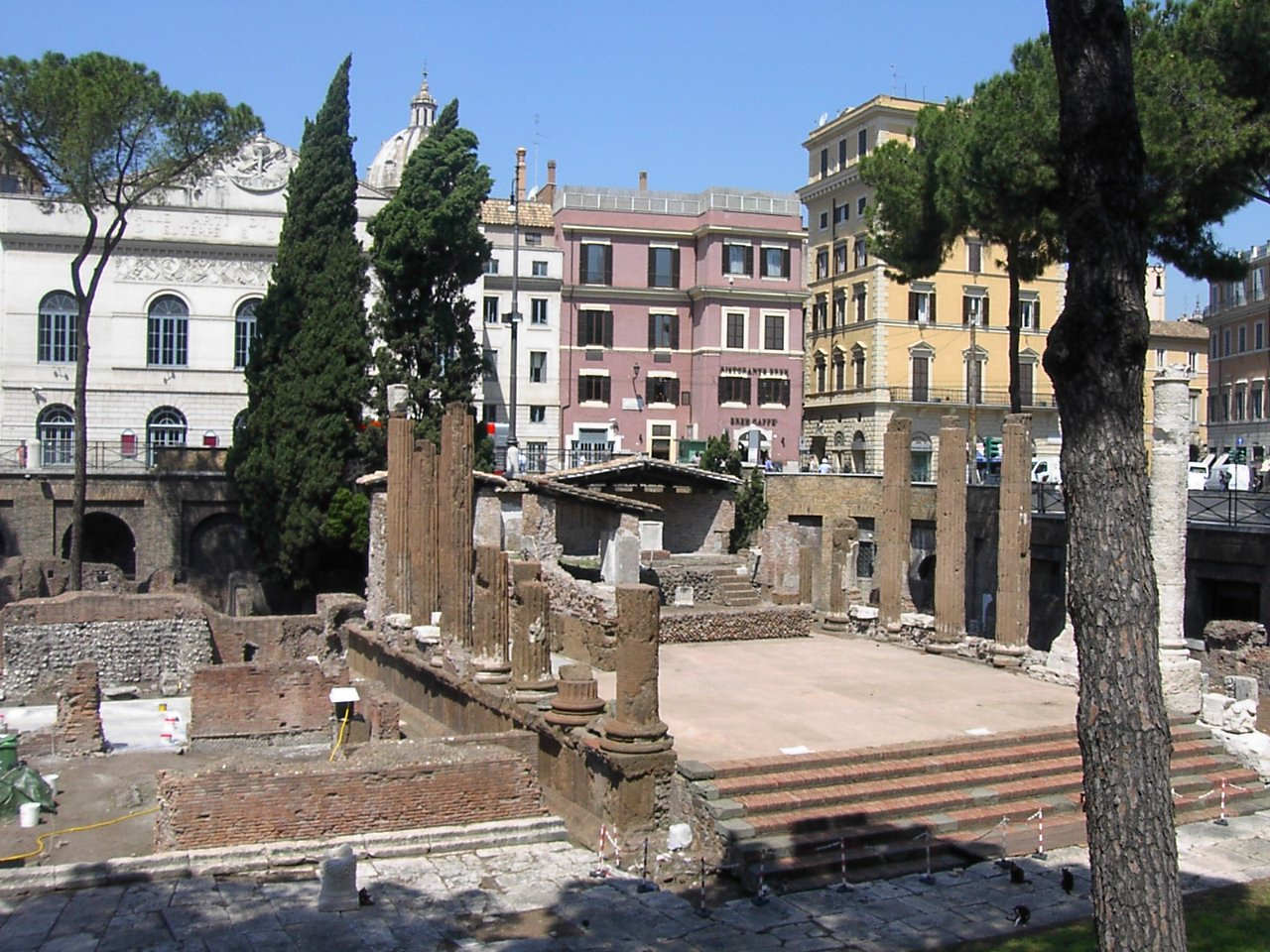
Roma, Area Sacra di Torre Argentina. Tra il teatro Argentina e il tempio circolare (Tempio della Fortuna) sorgeva anticamente la Curia di Pompeo, luogo della morte di Cesare avvenuta, secondo la tradizione, ai piedi della statua di Pompeo lì eretta. Nel 2012 scavi archeologici nel sito cercano lo scranno dove sedeva Cesare.

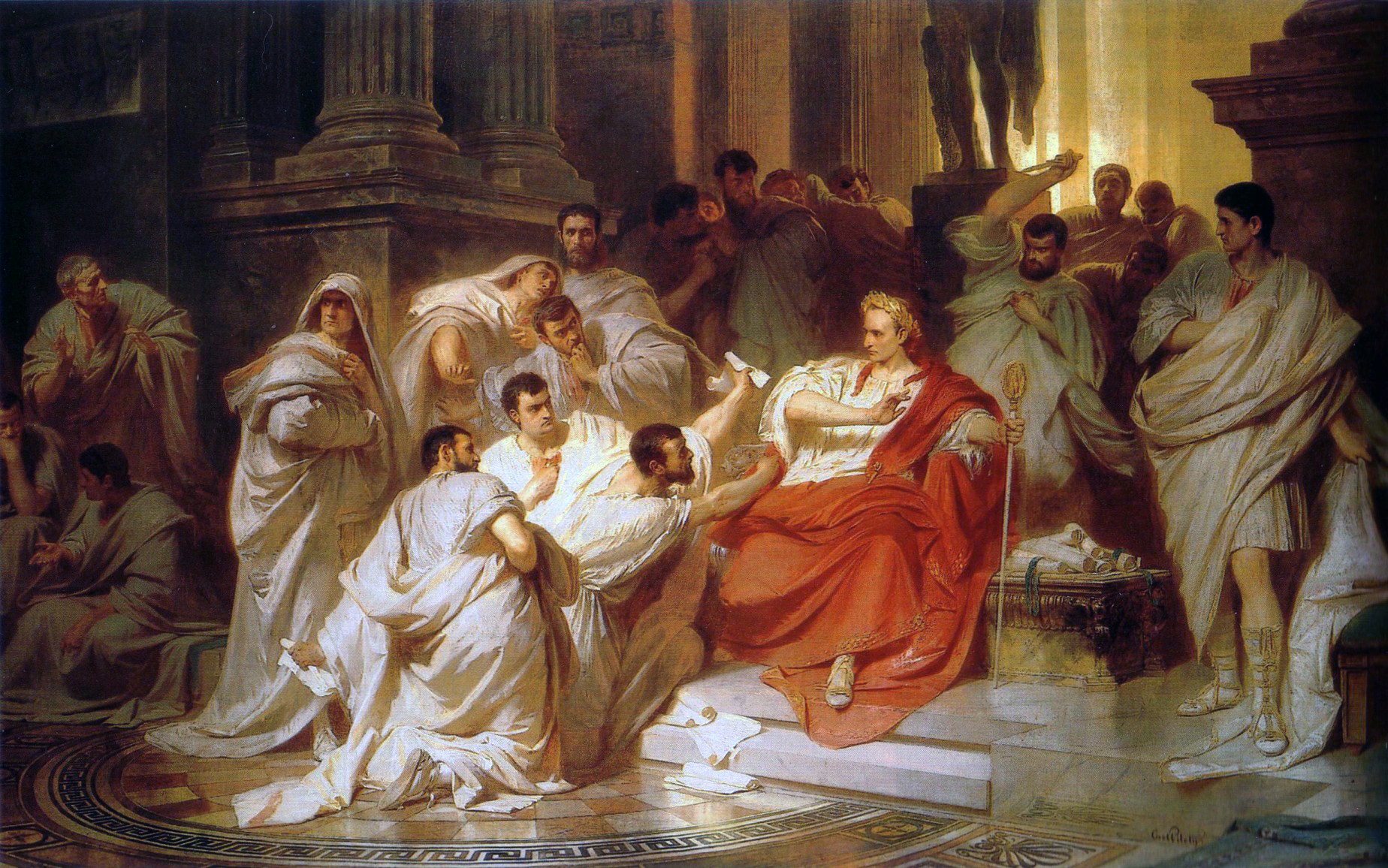
Lucio Tillio Cimbro (al centro) mostra la petizione e tira la tunica di Cesare, mentre uno dei due fratelli Casca si prepara a pugnalarlo da dietro. Dipinto di Karl Theodor von Piloty.

Così fu trafitto da ventitré pugnalate, con un solo gemito, emesso sussurrando dopo il primo colpo; secondo alcuni avrebbe gridato a Marco Bruto, che si precipitava contro di lui: "Anche tu, figlio?". Rimase lì per un po’ di tempo, privo di vita, mentre tutti fuggivano, finché, caricato su una lettiga, con il braccio che pendeva fuori, fu portato a casa da tre schiavi.
Secondo quanto riferì il medico Antistio, di tante ferite nessuna fu mortale ad eccezione di quella che aveva ricevuto per seconda in pieno petto.
I congiurati avrebbero voluto gettare il corpo dell’ucciso nel Tevere, confiscare i suoi beni e annullare tutti i suoi atti, ma rinunciarono al proposito per paura del console Marco Antonio e del comandante della cavalleria Lepido..»
Svetonio racconta anche che dopo il delitto:
(Svetonio, Vite dei Cesari, I, 88.)
La congiura sembrava del resto facile, perché Cesare, considerandosi ormai intoccabile dopo la vittoria nella guerra civile contro Pompeo e dopo che il Senato aveva giurato di proteggerlo, aveva congedato i duemila ispanici della sua guardia personale. I cesaricidi veri e propri non furono più d'una ventina, tutti pretori o senatori, tranne un consolare, mentre gli aderenti alla congiura e i fiancheggiatori furono in numero variabile tra una sessantina e un'ottantina, divisi in due schiere: i repubblicani che non si rassegnavano al cambio epocale che si stava instaurando nella reggenza dello stato e i cesariani delusi dal comportamento del dittatore. Tra i repubblicani, quasi tutti erano stati graziati da Cesare, Ligario addirittura due volte. Tra i cesariani, molti furono validi collaboratori e veterani delle campagne militari di Cesare, che agirono soprattutto per rancori personali in virtù delle posizioni non apicali loro assegnate nella riforma dello stato.

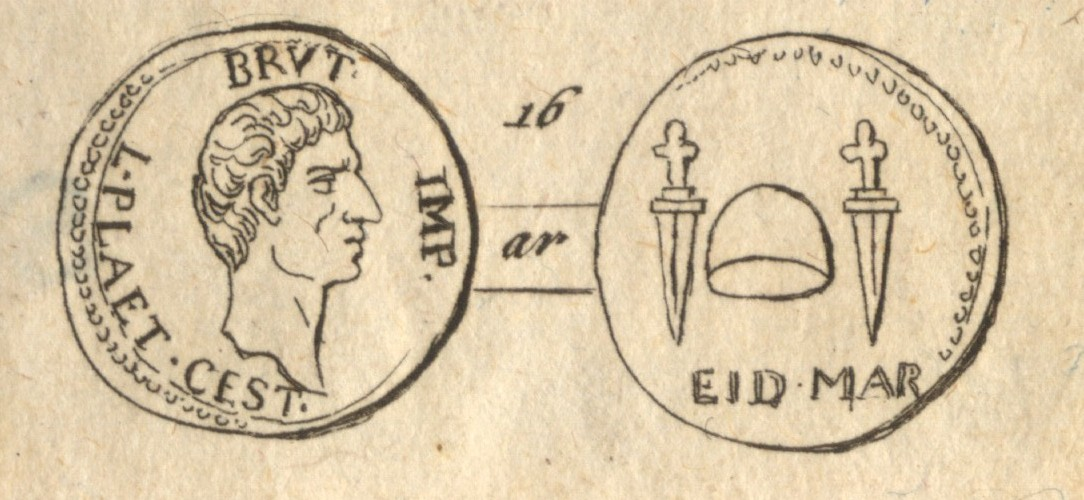
Bruto - Denario Diritto// BRVT IMP L PLAET CEST, testa di Bruto dx.; Rovescio:- EID MAR, pileo tra due pugnali. Cr 508/3, Syd 1301.
Da Eckhel.

Nella seduta senatoria del 15 marzo 44 a.C., i congiurati pugnalarono ventitré volte Cesare, che, secondo la tradizione storiografica, morì ai piedi della statua del suo vecchio nemico, Pompeo Magno. Tra i cesaricidi si annoverano Casca (il primo a colpirlo al collo), Decimo Giunio Bruto (legato di Cesare in Gallia, ufficiale della flotta nella guerra contro i Veneti), Marco Giunio Bruto (figlio di Servilia, amante di Cesare) e Gaio Cassio Longino (che era riuscito a sopravvivere alla disfatta di Carre ed era poi divenuto uno degli ufficiali di Pompeo a Farsalo).

#### Dopo la morte di Cesare
L'eliminazione di Cesare non servì però ad arrestare il processo ormai irreversibile della fine della Repubblica. La morte del dittatore innescò infatti una serie di eventi che portarono all'emergere di Ottaviano, figlio adottivo ed erede di Cesare. Nelle successive elezioni consolari furono eletti due nipoti di Cesare: Ottaviano e Quinto Pedio che propose la lex Pedia che condannava all'esilio tutti i Cesaricidi, che invece avevano chiamato loro stessi liberatores. Proprio Ottaviano, dopo aver combattuto la guerra civile contro Marco Antonio (che era stato stretto collaboratore del defunto dittatore), pose fine alla Repubblica e instaurò il Principato. Gran parte dei cesaricidi morì di morte violenta già l'anno successivo la congiura, nel 43 a.C., nelle lotte intestine che videro prevalere i cesariani sui repubblicani. Nel 30 a.C. non risultava più in vita alcun cesaricida.
Il medico Antistione fu incaricato di eseguire l'esame autoptico sul cadavere di Cesare, allo scopo di accertare la causa di morte. Detto esame era previsto dalla Lex Aquilia, la quale stabiliva non bastasse la morte del ferito per dichiarare mortale una ferita, ma dovesse essere provato dai medici che la sua morte era derivata esclusivamente da quella ferita. Dall'esame risultò che una sola delle 18 ferite era da considerarsi mortale, la seconda, per ordine temporale.
Nelle lotte di potere che seguirono la morte di Cesare, i cesaricidi perirono uno dopo l'altro, in una scia di vendette e di sangue che si concluse solo il 42 a.C., quando, nella battaglia di Filippi, Bruto e il cognato e amico Cassio furono sconfitti da Antonio e Ottaviano, che in questo frangente erano alleati. Dopo la disfatta, Bruto e Cassio si tolsero la vita. Dante Alighieri, nella sua Commedia, li inserirà nella parte più profonda dell'Inferno, la Giudecca, tra le fauci dello stesso Lucifero, assieme a Giuda Iscariota. Essi sono infatti considerati traditori di un benefattore.

### I cesaricidi e la loro fine

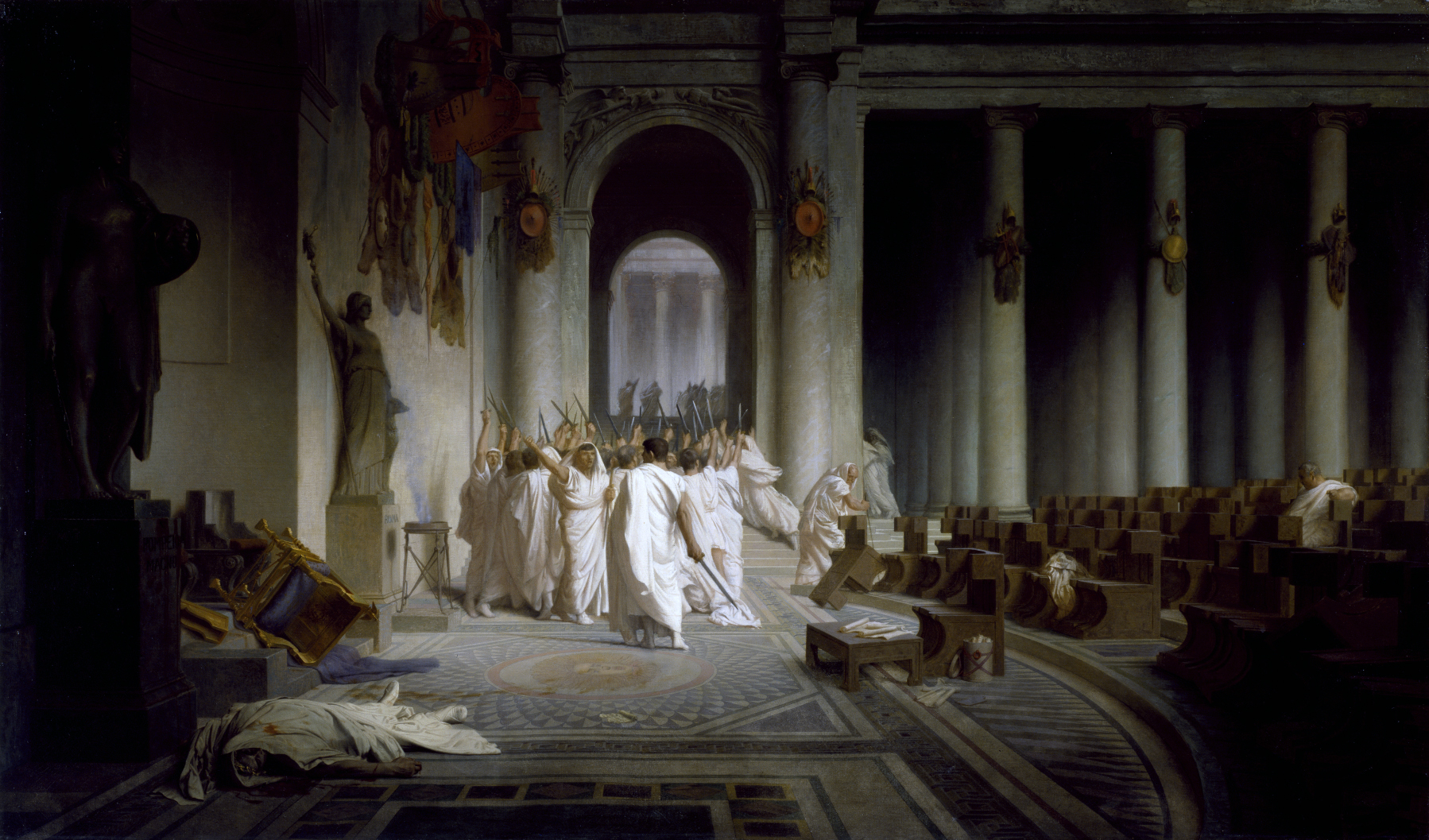
La morte di Cesare di Jean-Léon Gérôme (1859)

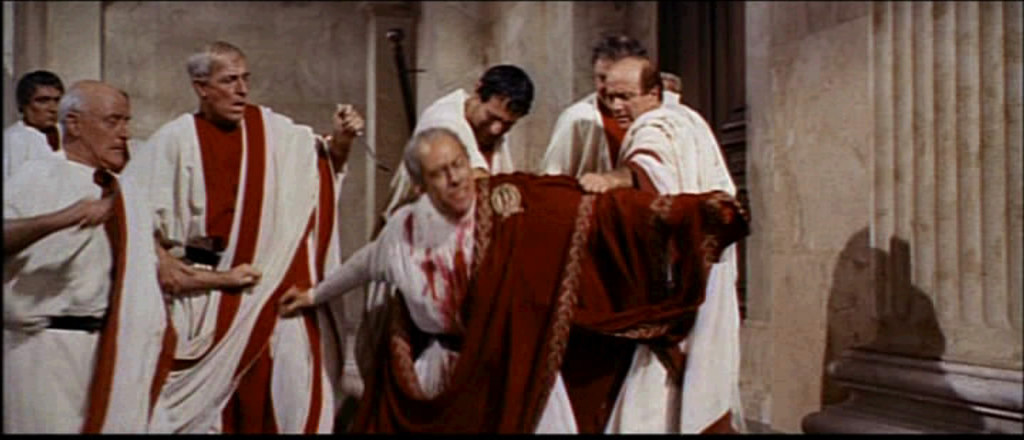
L'assassinio di Cesare nel film "colossal" Cleopatra (1963)

- Gaio Cassio Longino, repubblicano, suicida dopo la sconfitta nella battaglia di Filippi.[48]
- Marco Giunio Bruto, repubblicano, ucciso o suicida dopo la sconfitta nella battaglia di Filippi.[49]
- Servio Sulpicio Galba (pretore 54 a.C.), cesariano, fine ignota (probabilmente assassinato).[50]
- Quinto Ligario, repubblicano, fine ignota.[50]
- Lucio Minucio Basilo, cesariano. Assassinato nel 43 a.C..
- Publio Servilio Casca, cesariano. Ucciso nella battaglia di Filippi 42 a.C.
- Gaio Servilio Casca (fratello del precedente), cesariano. Fine ignota
- Decimo Giunio Bruto Albino, cesariano. Ucciso in Gallia per ordine di Marco Antonio 43 a.C.
- Lucio Tillio Cimbro, cesariano. Ucciso nella battaglia di Filippi 42 a.C.
- Gaio Trebonio, cesariano, ucciso in Asia per ordine di Publio Cornelio Dolabella 43 a.C.[51]
- Gaio Cassio Parmense, repubblicano. Ucciso per ordine di Cesare Ottaviano ad Atene (catturato dopo Azio, 31 a.C.).[52]
- Domizio Enobarbo, repubblicano.
- Cecilio Bucoliano (fratello di Bucoliano), repubblicano. Fine ignota probabilmente assassinato con il fratello.
- Bucoliano Cecilio (fratello di Cecilio), repubblicano. Fine ignota (probabilmente assassinato).[53]
- Rubrio Ruga, repubblicano. Fine ignota (probabilmente assassinato).[50]
- Marco Spurio, repubblicano. Fine ignota (probabilmente assassinato).[50]
- Publio Sesto Nasone, repubblicano. Fine ignota (probabilmente assassinato).[50]
- Lucio Ponzio Aquila, repubblicano. Ucciso nella battaglia di Modena 43 a.C..[50]
- Petronio, repubblicano. Ucciso a Efeso per ordine di Marco Antonio nel 41 a.C..[50]
- Publio Decimo Turullio, repubblicano. Ucciso per ordine di Ottaviano dopo Azio nel 31 a.C..[54]
- Pacuvio Antistio Labeone, repubblicano. Probabilmente suicida dopo la sconfitta nella battaglia di Filippi.[50]